# Districten van Congo-Brazzaville

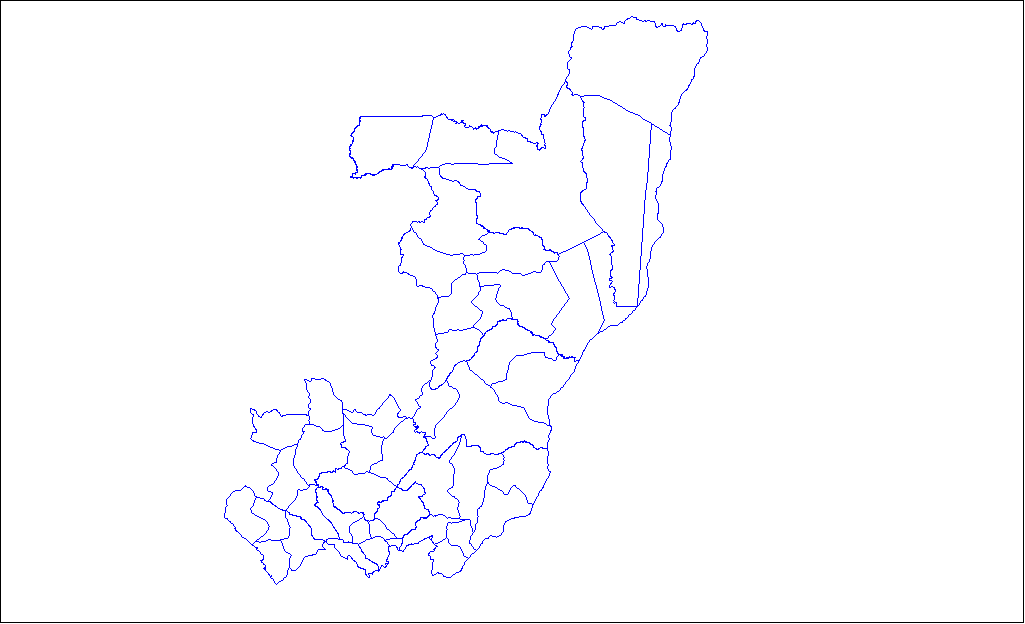
De districten van Congo-Brazzaville

De Republiek Congo is verdeeld in twaalf departementen. In 2002 vervingen deze de tien regio's (régions, enkelvoud région) en het hoofdstedelijk district voor de hoofdstad Brazzaville. De departementen zijn verder ingedeeld in 46 districten en gemeenten.

## Lijst van districten van Congo-Brazzaville

### Bouenza
- Boko-Songho
- Kayes
- Kingoué
- Loudima
- Mabombo
- Madingou
- Mfouati
- Mouyondzi
- Tsiaki
- Yamba

### Cuvette
- Boundji
- Loukoléta
- Makoua
- Mossaka
- Ngoko
- Ntokou
- Owando
- Oyo
- Tchikapika

### Cuvette-Ouest
- Etoumbi
- Ewo
- Kéllé
- Mbama
- Mbomo
- Okoyo

### Kouilou
- Hinda
- Kakamoéka
- Madingo-Kayes
- Mvouti
- Nzambi
- Tchamba Nzassi

### Lékoumou
- Bambama
- Komono
- Mayéyé
- Sibiti
- Zanaga

### Likouala
- Bétou
- Bouaniela
- Dongou
- Enyellé
- Epéna
- Impfondo
- Liranga

### Niari
- Banda
- Divénié
- Kibangou
- Kimongo
- Londéla-Kayes
- Louvakou
- Makabana
- Moyoko
- Mbinda
- Moungoundou Nord
- Moungoundou Sud
- Moutamba
- Nyanga
- Yaya

### Plateaux
- Abala
- Allembé
- Djambala
- Gamboma
- Lékana
- Makotipoko
- Mbon
- Mpouya
- Ngo
- Ollombo
- Ongoni

### Pool
- Boko
- Goma Tsé-Tsé
- Igné
- Kimba
- Kindamba
- Kinkala
- Louingui
- Loumo
- Mayama
- Mbandza-Ndounga
- Mindouli
- Ngabé
- Vindza

### Sangha
- Mokéko
- Mgbala
- Pikounda
- Sembé
- Souanké